# Baccaurea racemosa
Baccaurea racemosa är en emblikaväxtart som först beskrevs av Caspar Georg Carl Reinwardt och Carl Ludwig von Blume, och fick sitt nu gällande namn av Johannes Müller Argoviensis. Baccaurea racemosa ingår i släktet Baccaurea och familjen emblikaväxter. Inga underarter finns listade i Catalogue of Life.